# Guettarda turrialbana
Guettarda turrialbana är en måreväxtart som beskrevs av Nelson A. Zamora och Pùveda. Guettarda turrialbana ingår i släktet Guettarda och familjen måreväxter.
Artens utbredningsområde är Costa Rica. Inga underarter finns listade i Catalogue of Life.